# Dongminglu

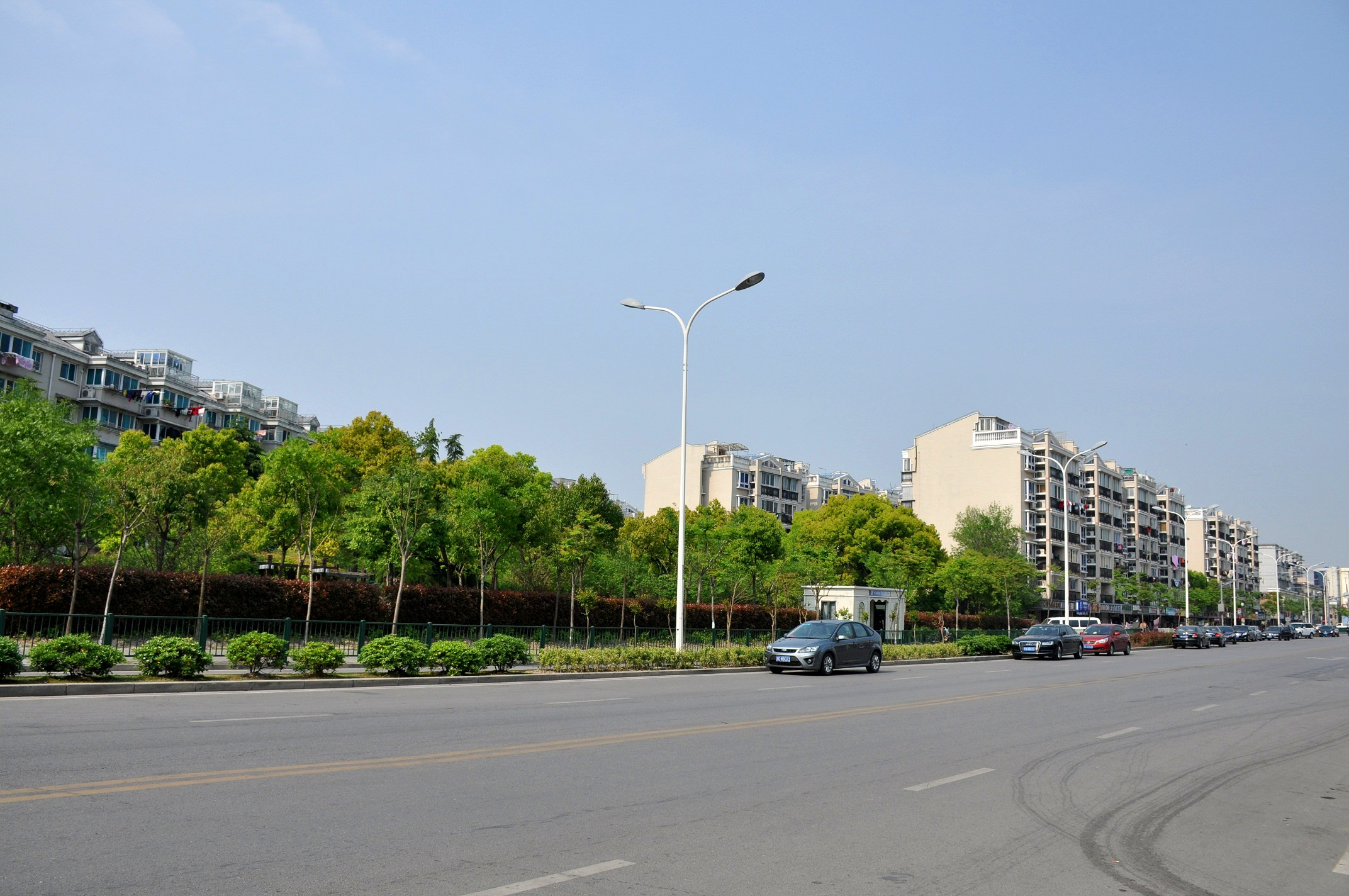
Sanlin Road in Dongminglu

Dongminglu (chinesisch 东明路街道, Pinyin Dōngmínglù Jiēdào) ist ein Straßenviertel der regierungsunmittelbaren Stadt Shanghai
im Stadtbezirk Pudong. Dongminglu hat eine Fläche von 4,955 km² und zählte 2010 insgesamt 121.449 Einwohner.
Dongminglu unterstehen 37 Einwohnergemeinschaften.